# Rafael Velasco Sierra
Rafael Velasco Sierra, né le 5 avril 1973, est un homme politique espagnol membre du Parti socialiste ouvrier espagnol (PSOE).
Il est élu député de la circonscription de Cordoue lors des élections générales de mars 2000.

## Biographie

### Études
Il suit des études en philologie anglaise.

### Activités politiques
Il adhère au Parti socialiste ouvrier espagnol en 1993. Lors des élections municipales de 1995, il est élu conseiller municipal de Palma del Río et reste en poste jusqu'en 2007.
Proche du secteur de Manuel Chaves et Luis Pizarro, Mario Jiménez l'invite à se présenter au poste de secrétaire général des jeunesses socialistes d'Andalousie (JSA) lors du congrès de 1997. Rafael Velasco l'emporte d'une courte majorité sur son concurrent Raúl Medinilla, proche de Gaspar Zarrías et soutenu par Alfonso Rodríguez Gómez de Celis. Après sa victoire, il nomme Susana Díaz comme secrétaire à l'Organisation.
Il concourt en troisième position sur la liste conduite par José Antonio Griñán dans la circonscription de Cordoue lors des élections générales de mars 2000 et se retrouve élu au Congrès des députés. Membre de la commission du contrôle parlementaire de la télévision publique espagnole, il est porte-parole adjoint à la commission de la Politique sociale et de l'Emploi. Il démissionne de son mandat en septembre 2003 et devient premier vice-président de la députation provinciale de Cordoue jusqu'en 2005.
Élu député au Parlement d'Andalousie en représentation de la circonscription autonomique de Cordoue en 2008, il préside la commission du Développement du statut. La même année, il devient secrétaire à l'Organisation du PSOE-A. Il démissionne pour « raisons personnelles » en octobre 2010 après que la presse a révélé que sa femme aurait perçu une importante somme d'argent dans le cadre de l'affaire ERE.